# Tropidodynerus fraternus
Tropidodynerus fraternus är en stekelart som först beskrevs av Charles Thomas Bingham 1897.  Tropidodynerus fraternus ingår i släktet Tropidodynerus och familjen Eumenidae. Inga underarter finns listade i Catalogue of Life.